# Kebra chope les boules
Kebra chope les boules est le deuxième album de la série Kebra de Tramber et Jano, sorti en 1982.